# 시맨틱 네트워크

시맨틱 네트의 예

언어심리학 또는 컴퓨터 과학등에서 시맨틱 네트워크(Semantic network) 또는 '의미망'(意味網)은 네트워크를 기초로 한 지식표현 방법으로, 객체(Object), 개념(Concepts), 사건(Events)들을 표현하는 노드(Node)의 집합과 노드 사이의 관계(Predicates 또는 속성)를 표현하며 연결하는 아크(Arc, 또는 링크(link)로도 부름)의 집합으로 이루어져 있다는 이론이다. 인공지능(AI)을 디자인하는 모델로도 알려져있다.

## 장점과단점
매우 복잡한 분류나 인과관계를 갖는 추론에 자연스러운 표현이 가능하다. 그러나 지식베이스의 크기가 커지면 너무 복잡해지므로 다루기 힘들다는 단점이 있다.

## 역사
시맨틱 네트워크는 Cambridge Language Research Unit의 리처드 리첸스(Richard H. Richens)가 1956년에 자연어를 지식으로 표현하기 위해 처음으로 창안하였다.
1960년대 초반 시스템 디밸롭먼트 코퍼레이션(System_Development_Corporation System Development Corporation)의 로버트 사이먼즈(Robert F. Simmons)에 의해 발전되었고 이후 앨런 M. 콜린스(Allan M. Collins)와 그의 동료들에 의해 집중적으로 연구되었다.
1960년대부터 1980년대까지 하이퍼텍스트시스템안에서 가장 기본단위의 시맨틱 링크의 개념으로 연구되며 큰 영향을 끼쳤으며 HTML과 XML로의 적용이 시도되어오고 있다.

## 같이 보기
- 덩이짓기
- 콘셉트 맵
- 온톨로지
- UMLS
- 단어 의미 중의성 해소
- 자원 기술 프레임워크